# محكمة العمل الاتحادية (ألمانيا)

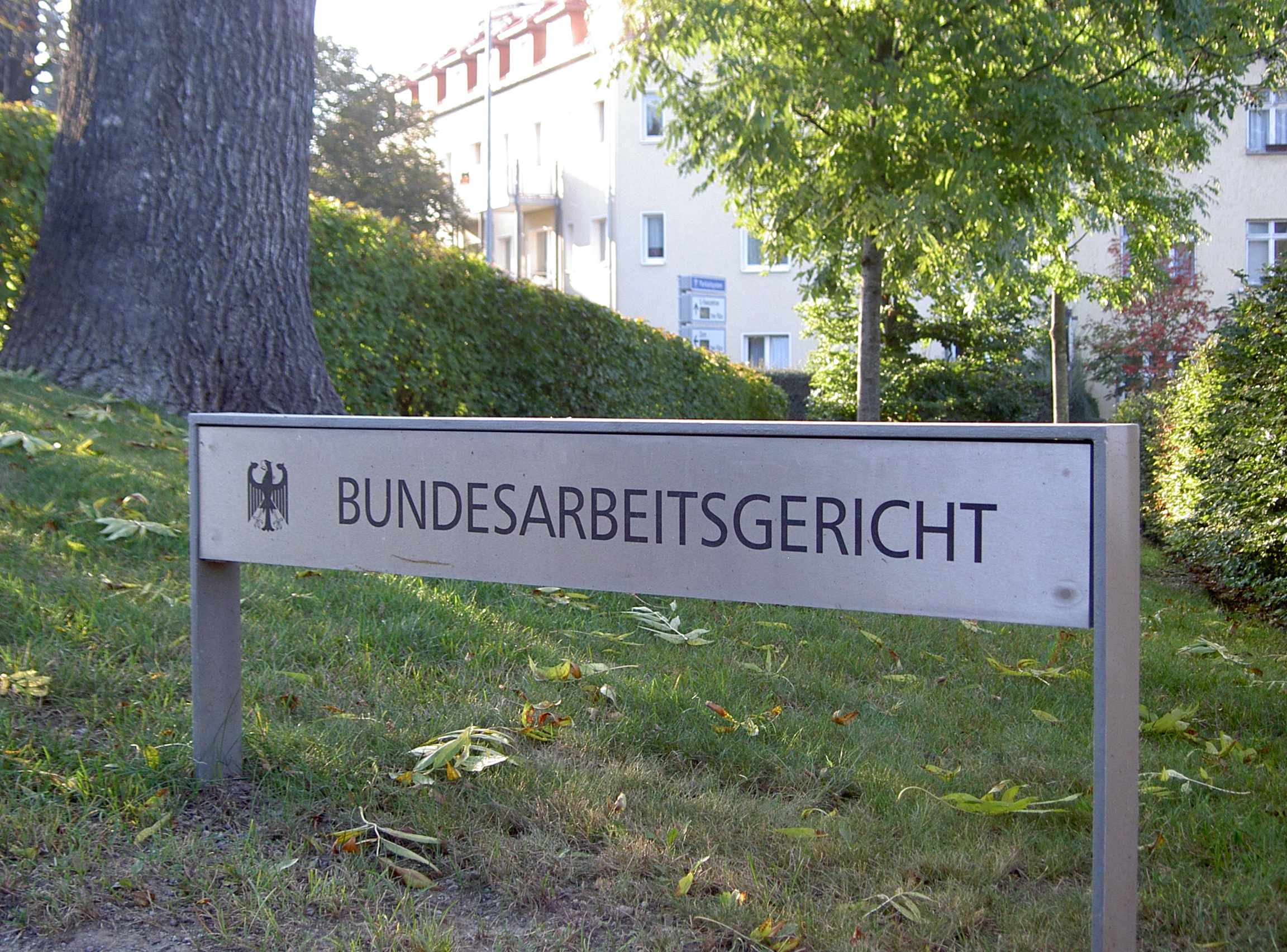
إشارة

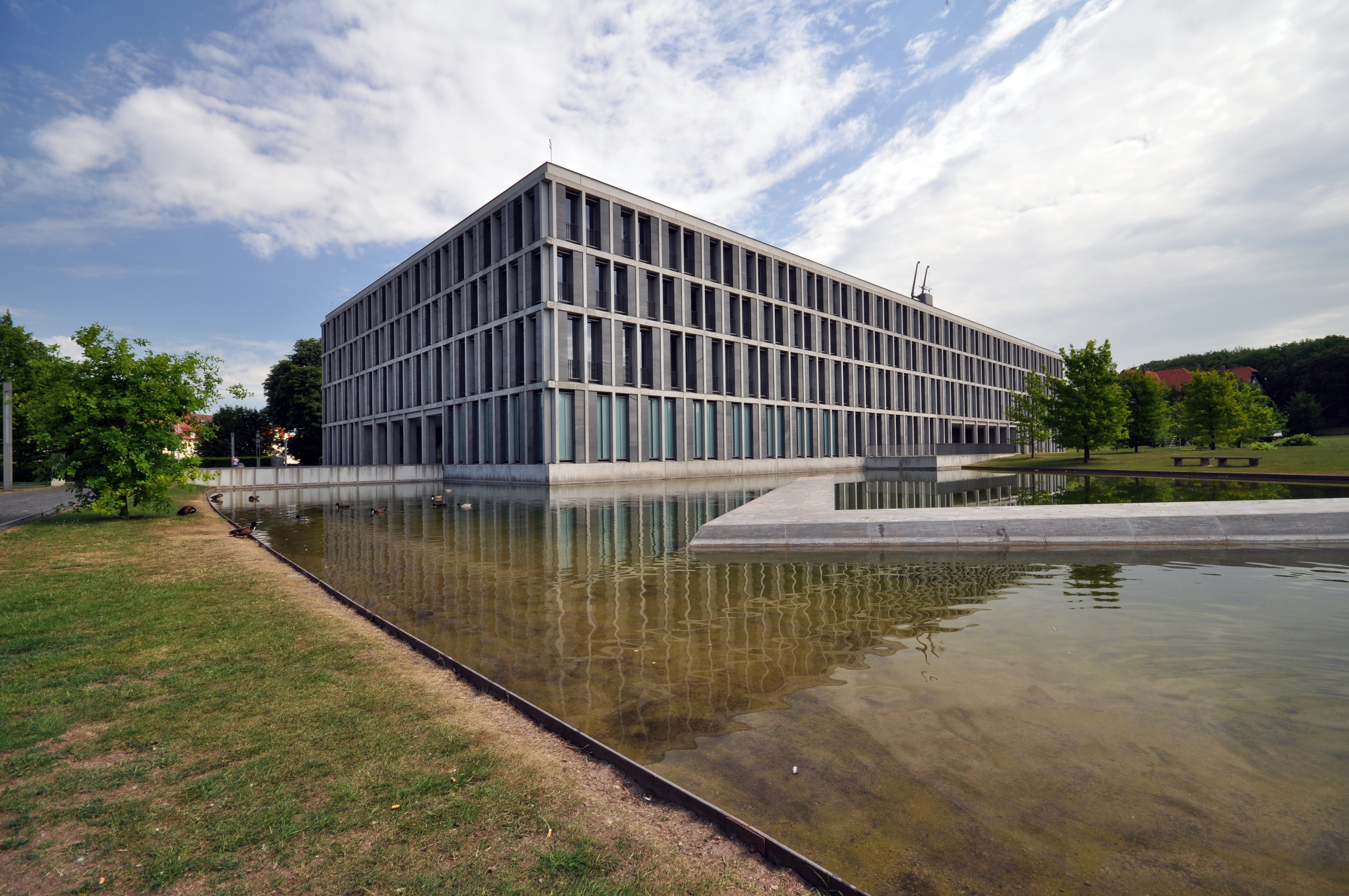
مبنى محكمة العمل الفيدرالية في إرفورت

محكمة العمل الفيدرالية ( Bundesarbeitsgericht ) هي محكمة الملاذ الأخير لقضايا قانون العمل في ألمانيا، سواء بالنسبة لقانون العمل الفردي (غالبًا ما يتعلق بعقود العمل ) وقانون العمل الجماعي (مثل القضايا المتعلقة بالإضرابات والمفاوضة الجماعية ). تنظر المحكمة في قضايا من Landesarbeitsgerichte (محاكم العمل العليا بالولاية)، والتي بدورها، هي محاكم الاستئناف ضد قرارات Arbeitsgerichte (محاكم العمل الحكومية الدنيا).
تقع محكمة العمل الاتحادية في مدينة إرفورت.

## روابط خارجية
- الموقع الرسمي
 باللغة الألمانية